# Worth County, Missouri
Worth County är ett administrativt område i delstaten Missouri, USA. År 2010 hade countyt 2 171 invånare. Den administrativa huvudorten (county seat) är Grant City. 

## Geografi
Enligt United States Census Bureau har countyt en total area på 692 km². 692 km² av den arean är land och 0 km² är vatten.    

### Angränsande countyn
- Taylor County, Iowa - nordväst
- Ringgold County, Iowa - nordost
- Harrison County - öster
- Gentry County - söder
- Nodaway County - väster